# Palacio del Louvre
Para el museo y sus colecciones, véase Museo del Louvre.
El palacio del Louvre (en francés: Palais du Louvre), en la orilla derecha del Sena en París, es un antiguo palacio real situado entre los jardines de las Tullerías y la iglesia de Saint-Germain-l'Auxerrois de París. Sus orígenes se remontan al período medieval, y su actual estructura ha evolucionado en etapas desde el siglo XVI en adelante.
El Louvre toma su nombre de la palabra franca leovar o leower, que quería decir lugar fortificado, según el historiador francés Henri Sauval (1623-1676). Fue la sede real del poder en Francia, hasta que Luis XIV se trasladó a Versalles en 1682, llevándose a la fuerza el gobierno con él; el Louvre fue la sede formal del gobierno hasta el final del Antiguo Régimen en 1789. Desde entonces ha albergado el célebre Museo del Louvre así como varios departamentos gubernamentales.

## Descripción del palacio actual

### El complejo

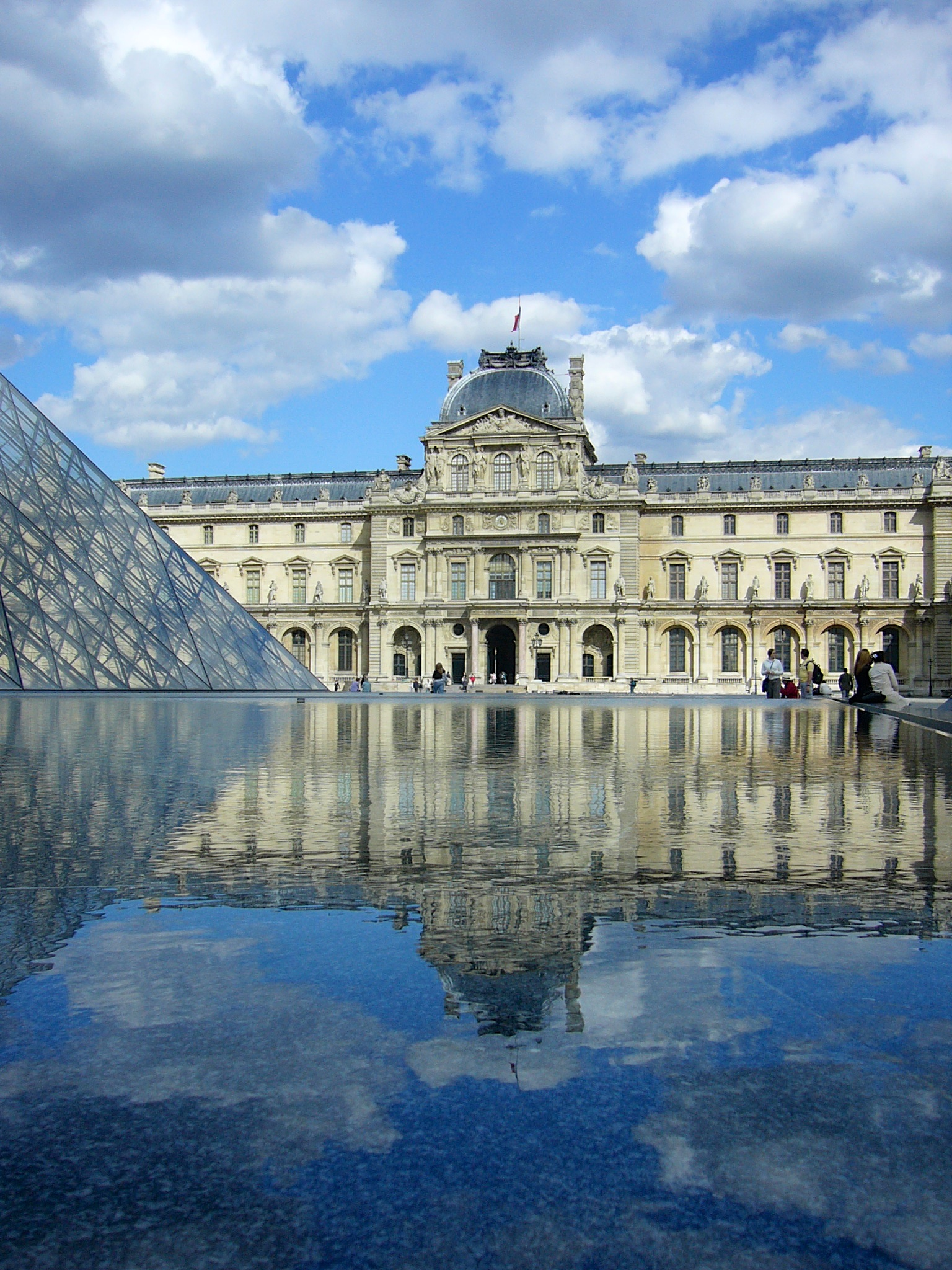
Palacio del Louvre, ala Sully.

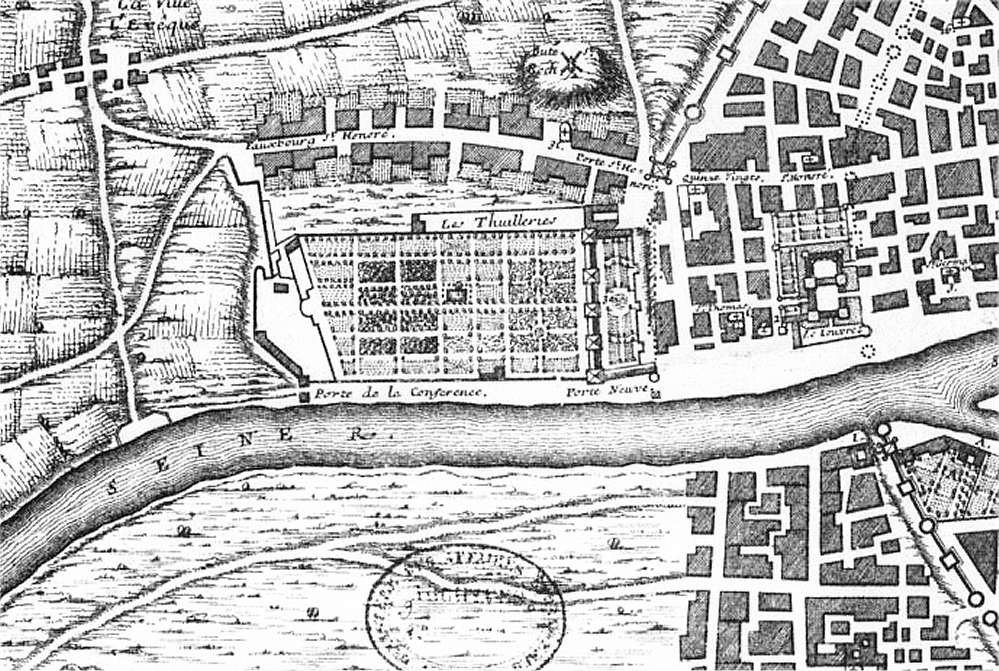
Detalle de un mapa de París, mostrando el Palacio de las Tullerías y el Louvre, alrededor de 1589.

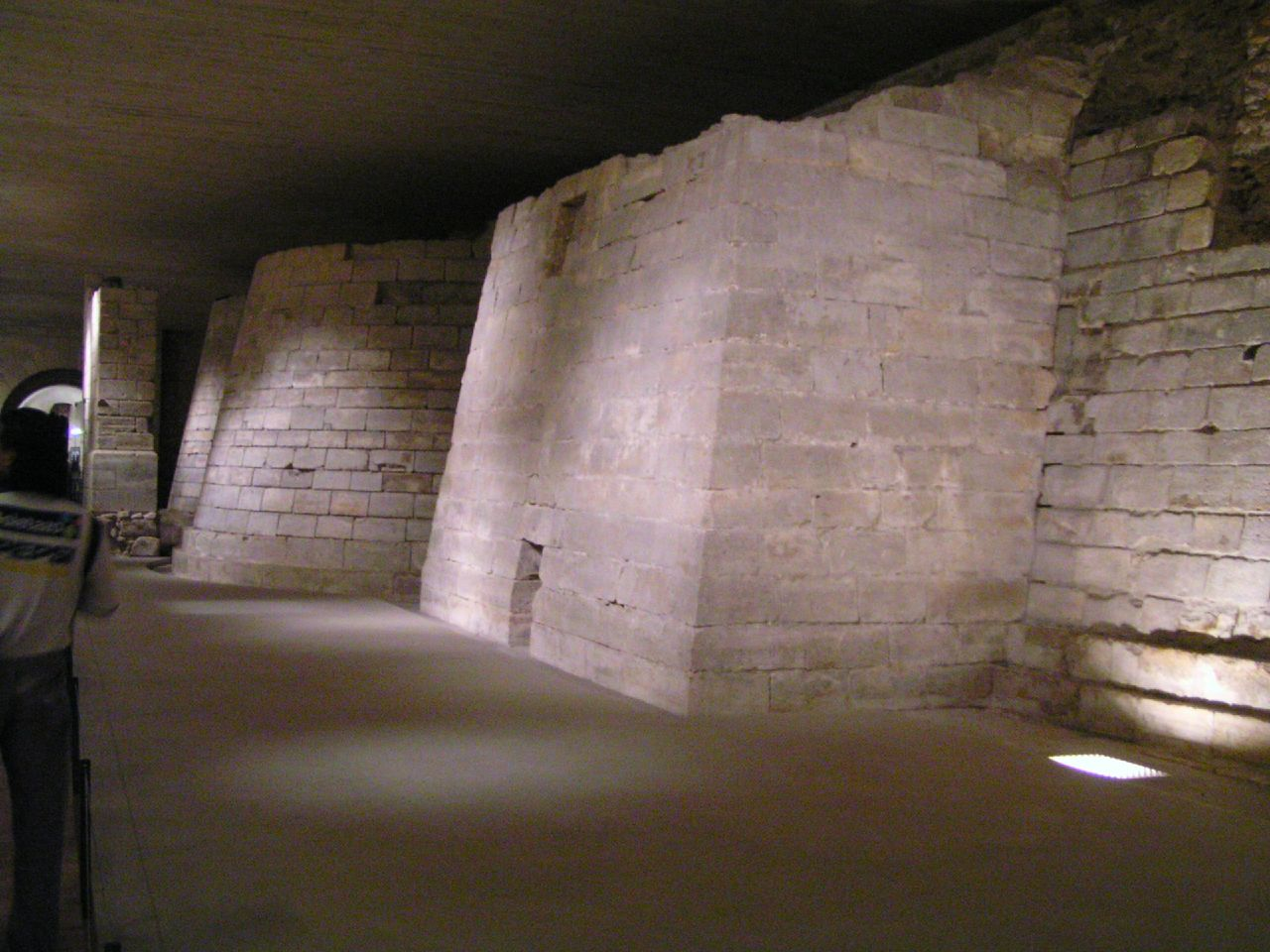
Restos de los cimientos medievales que pueden todavía verse por debajo del museo.

Mapa del complejo del Palacio del Louvre.

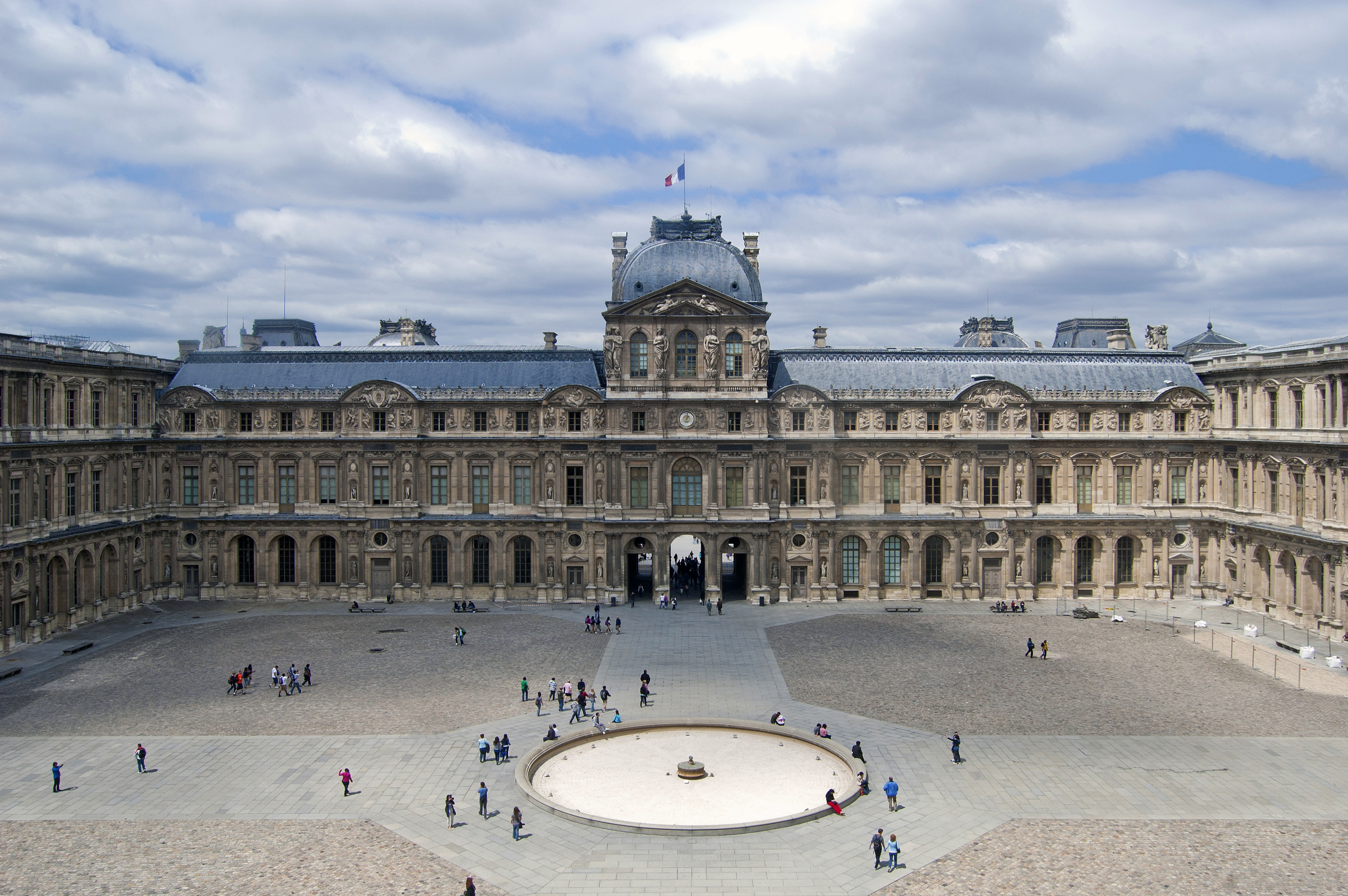
La Cour Carrée («patio cuadrado») del «Viejo Louvre» mirando hacia el Oeste (De izquierda a derecha: Aile Lescot, Pavillon Sully (de l'Horloge), Aile Lemercier).

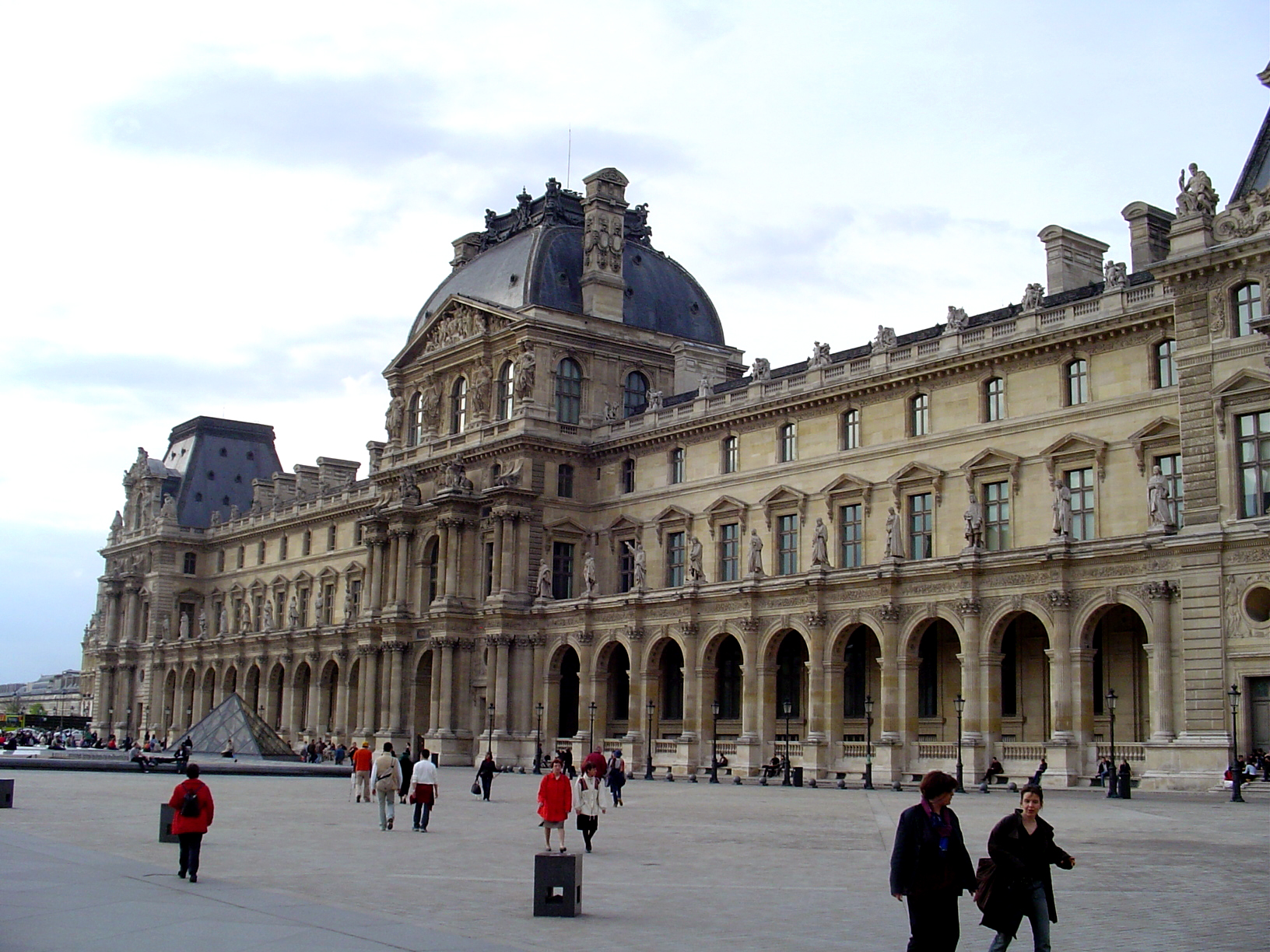
Parte del «Nuevo Louvre» (De izquierda a derecha: Pavillon Turgot, Pavillon Richelieu, Pavillon Colbert).

El actual palacio del Louvre es un complejo de alas y pabellones en cuatro niveles principales que, aunque parece unificado, es el resultado de muchas fases de construcción, modificación, destrucción y restauración. El Palacio está situado en la orilla derecha del río Sena entre la Rue de Rivoli al norte y el Quai Francois Mitterand (anteriormente el Quai du Louvre) al sur. Al oeste está el jardín de las Tullerías y, al este, la Rue de l’Amiral de Coligney con la Columnata de Perrault, su fachada arquitectónicamente más famosa, creada por Claude Perrault) y la Place du Louvre. El complejo ocupa alrededor de 40 hectáreas (400.000 m²) y forma dos grandes cuadriláteros que encierra dos grandes patios: la Cour Carrée, acabada con Napoleón I, y la más grande Cour Napoléon, con la Cour du Carrousel, al oeste, construido por Napoleón III. La Cour Napoléon y la Cour du Carrousel están separados por la calle llamada plaza del Carrusel.
El complejo del Louvre puede dividirse entre el «Viejo Louvre»: los pabellones medievales y renacentistas y alas que rodeaban la Cour Carrée, así como la Grande Galerie («Gran Galería») que se extendía al poniente a lo largo de la orilla del Sena; y el «Nuevo Louvre»: aquellos pabellones del siglo XIX y alas que se extendían a lo largo de los lados septentrional y meridional de la Cour Napoléon junto con sus extensiones al oeste (al norte y al sur de la Cour du Carrousel) que eran originariamente parte del hacía tiempo desaparecido palacio de las Tullerías (Palacio de las Tullerías). 
Alrededor de 51.615 m² en el complejo palaciego están dedicados a espacio de exposición. El complejo es tan vasto que uno puede visitarlo cada día a lo largo de una semana y no ser capaz aun así de echar una simple mirada a lo expuesto.

### El «Viejo Louvre»
El Viejo Louvre ocupa el lugar de la fortaleza del siglo XII del rey Felipe Augusto, también llamado el Louvre. Sus cimientos se pueden ver en el nivel inferior como el departamento del «Louvre medieval». Esta estructura fue arrasada en 1546 por el rey Francisco I  en favor de una residencia real más grande que fue añadido por casi cualquier monarca francés posterior. El rey Luis XIV, quien residía en el Louvre hasta que se abandonó en favor de Versalles en 1678, completó la Cour Carrée, que fue cerrado del lado de la ciudad mediante una columnata. El Viejo Louvre es un cuadrilátero de aproximadamente 160 metros en un lado consistiendo en 8 ailes (alas) que están articulados por 8 pavillons (pabellones). A partir de la esquina noroccidental y moviéndose en el sentido de las agujas del reloj, los pabellones consisten de los siguientes: Pavillon de Beauvais, Pavillion de Marengo, Pabellón noreste, Pabellón central, Pabellón sureste, Pavillon des Arts, Pavillon du Roi, y Pavillon Sully (anteriormente, Pavillon de l’Horloge). Entre el Pavillon du Roi y el Pavillon Sully es el Aile Lescot: construido entre 1546 y 1551, es la parte más antigua de las elevaciones externas visibles y era importante en el asentamiento del molde para el posterior clasicismo arquitectónico francés. Entre el Pavillon Sully y el Pavillon de Beauvais está el Aile Lemercier («Ala Lemercier»): construido en 1639 por Luis XIII y el cardenal Richelieu, es una extensión simétrica del ala de Lescot en el mismo estilo renacentista. Con él, se demolieron los últimos vestigios externos del Louvre medieval.

### El «Nuevo Louvre»
El «Nuevo Louvre» es el nombre que se da a menudo a los pabellones y alas que amplían el Palacio a lo largo de alrededor de 500 metros hacia el oeste en los lados septentrional (Napoleón I y Napoleón III) y meridional (Napoleón III) de la Cour Napoléon y Cour du Carrousel. Fue Napoleón III quien finalmente conectó el Palacio de las Tullerías con el Louvre en la década de los años 1850, logrando así finalmente el Grand Dessein («Gran Diseño») originalmente visionado por Enrique IV en el siglo XVI. Esta consumación solo duró unos pocos años, sin embargo, pues las Tullerías fueron incendiadas en el año 1871 y finalmente completamente arrasado en 1882. 
El miembro septentrional del nuevo Louvre está formado por (de este a oeste) tres grandes pabellones a lo largo de la Rue de Rivoli: Pavillon de la Bibliotheque, Pavillon de Rohan y Pavillon de Marsan. En el interior (parte del patio) del Pavillon de la Bibliotheque hay tres pabellones; Pavillon Colbert, Pavillon Richelieu y Pavillon Turgot; estos pabellones y sus alas definen tres patios secundarios, de este a oeste: Cour Khorsabad, Cour Puget y Cour Marly.
El lado meridional del Nuevo Louvre consiste (de este a oeste) de cinco grandes pabellones a lo largo del Quai Francois Mitterand (y la orilla del Sena): el Pavillon de la Lesdiguieres, Pavillon des Sessions, Pavillon de la Tremoille, Pavillon des Etats y Pavillon de Flore. Como en el lado septentrional, tres pabellones interiores (lado del interior): Pavillon Daru, Pavillon Denon y Pavillon Mollien y sus alas definen tres patios más subsidiarios: Cour du Sphinx, Cour Viconti y Cour Lefuel.
Por motivos de sencillez, en los mapas turísticos del museo, el brazo norte del «Nuevo Louvre», el lado sur del mismo y el «Viejo Louvre» se llaman el «Ala Richelieu», el «Ala Denon» y el «Ala Sully», respectivamente. Esto permite al visitante casual evitar (hasta cierto punto) perderse totalmente en el confuso conjunto de nombres de alas y pabellones. 
El Pavillon de Flore y el Pavillon de Marsan, en el extremo más occidental del Palacio (brazos sur y norte, respectivamente), fueron destruidos cuando la Tercera República arrasó las vecinas Tullerías, pero posteriormente se restauraron a partir de 1874. El Flore sirvió entonces como el modelo para la renovación del Marsan.
Un vasto complejo subterráneo de oficinas, tiendas, espacios de exposición, áreas de almacenamiento y de aparcamiento, así como un auditorio, una terminal de autobuses turísticos y una cafetería, fueron construidos por debajo de los patios centrales del Louvre de la Cour Napoléon y la Cour du Carrousel para el proyecto «Gran Louvre» de Francois Mitterand (1981-2002). La entrada a nivel del terreno a este complejo se situó en el centro de la Cour Napoléon y está cubierto por la destacada pirámide de hierro y cristal (1989) diseñada por el arquitecto estadounidense I.M. Pei.

## Historia

### Período medieval

#### Fortaleza
El palacio del Louvre fue en su origen construido como una fortaleza, construida en el siglo XII por el rey Felipe Augusto junto con el primer recinto murario de la ciudad para defender las orillas del río Sena contra los invasores del norte. La fortaleza tenía en su centro una torre cilíndrica: el Donjon, o Torre del Homenaje. Descubrimientos arqueológicos de la fortaleza original son actualmente parte de la exposición Louvre Medieval en el ala Sully del museo.
La fortaleza de Felipe Augusto de 1190 no era una residencia real sino un arsenal de tamaño significativo que comprendía un cuadrilátero con foso (de 78 por 72 metros) con bastiones redondeados en cada esquina, y en el centro de los muros septentrional y occidental. Torres defensivas flanqueadas por estrechas puertas en las paredes meridional y oriental. En el centro de este conjunto había una torre del homenaje, la Grosse Tour (de 15 metros de diámetro y 30 m de alto). Dos edificios interiores colindaban con las paredes exteriores en los lados occidental y meridional.

#### Residencia real
El Louvre fue renovado frecuentemente a lo largo de la Edad Media. Bajo Luis IX a mediados de los años 1200, el Louvre se convirtió en sede de la tesorería real. El castillo pronto tuvo una función doble: además de su papel protector, se convirtió en una de las residencias del rey y de la corte, junto con el castillo de Vincennes, el Hotel Saint-Pol en el Marais y el palacio de la isla de la Cité.
La fortaleza fue ampliada y embellecida en el siglo XIV por Carlos V, haciendo de él la residencia real más célebre en la Europa de su época. Carlos V comenzó la ampliación del Louvre en 1358, pero su obra quedó arruinada en el curso de la guerra de los Cien Años y demolido en los años 1500 por Francisco I, para hacer sitio a una nueva estructura construida en estilo renacentista.

### Período renacentista
A partir del año 1546, después de volver de su cautiverio en España, el rey Francisco I de Francia empleó al arquitecto Pierre Lescot y al escultor Jean Goujon para eliminar la torre del homenaje y modernizar el Louvre para que se convirtiera en un palacio de estilo renacentista. Lescot había trabajado previamente en los castillos del valle del Loira y fue adoptado como el arquitecto del proyecto. El nuevo estaba formado por un patio cuadrado, con el ala principal separada por una escalera central, y las dos alas de los lados comprendían un suelo. Lescot añadió un techo al dormitorio del rey Enrique II (Pavillon du Roi) que se apartaba del usual estilo con vigas, e instaló la Salle des Caryatides, que presentaba cariátides esculpidas basadas en obras griegas y romanas. El historiador del arte Anthony Blunt se refiere a la obra de Lescot «como una forma de clasicismo francés, teniendo sus propios principios y su propia armonía». Francisco adquirió lo que se convertiría en el núcleo del contenido del Louvre; sus adquisiciones incluyeron la Mona Lisa de Leonardo da Vinci.
La muerte de Francisco I en 1547, sin embargo, interrumpió el proyecto de hacer del Louvre una residencia real. El arquitecto Androuet du Cerceau también trabajó en el Louvre.
Fue la reina Catalina de Médici la que esbozó el proyecto para hacer del Louvre un gran palacio. En 1564 Catalina dirigió la construcción de un palacio al oeste llamado palacio de las Tullerías, enfrentado al Louvre y los jardines de los alrededores. El Palacio cerraba el extremo occidental del patio del Louvre. Catalina entonces emprendió la restauración de todo el palacio. Su arquitecto Philibert de l'Orme comenzó el proyecto, y fue reemplazado tras su muerte en 1570 por Jean Bullant.

### Dinastía Borbóny posterior

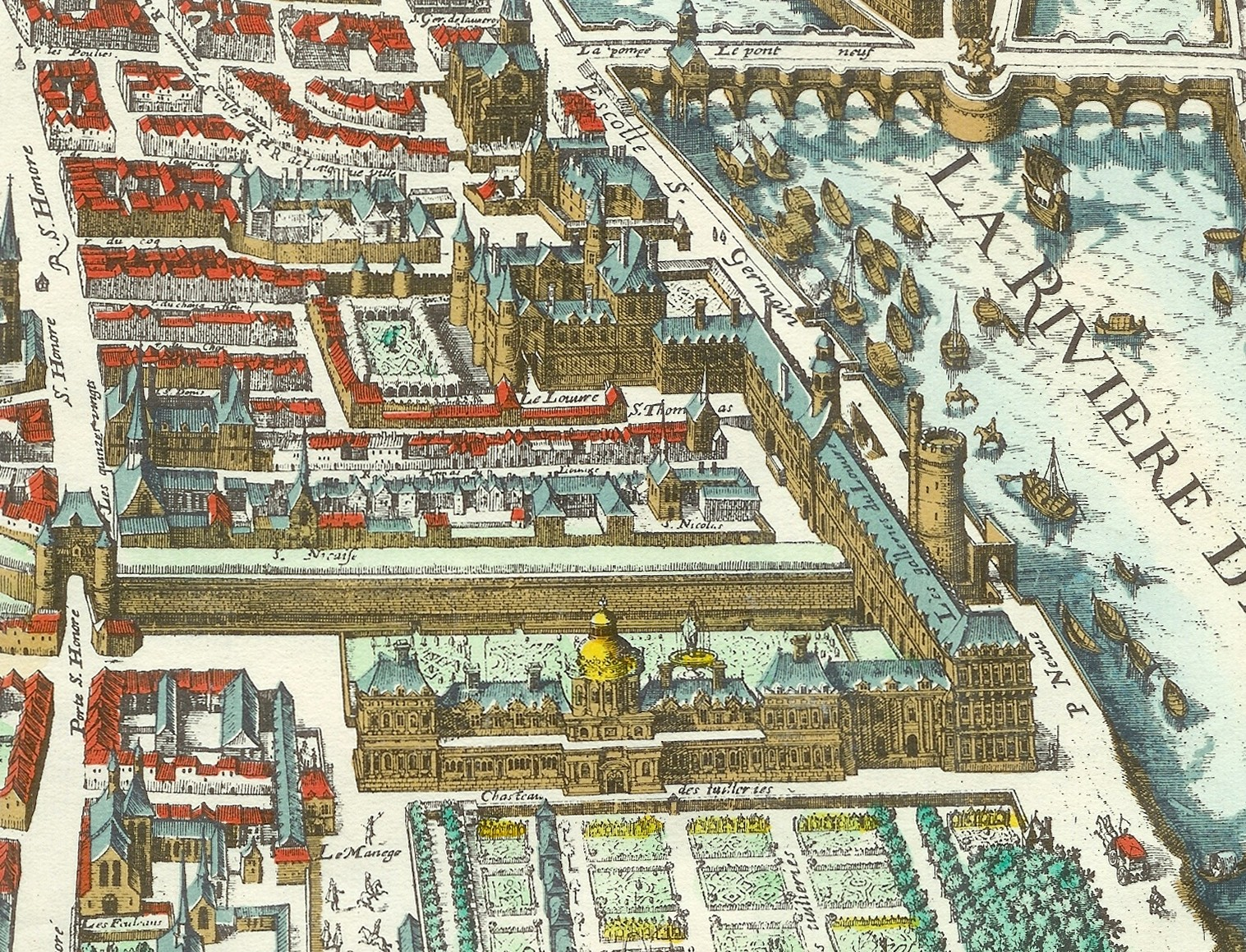
El Louvre, las Tullerías y la Gran Galería en 1615

Los trabajos de Catalina de Médici los continuó Enrique IV después de las guerras de religión que terminaron en 1589. Durante su reinado (1589-1610), comenzó su «Gran Diseño» para eliminar los restos de la fortaleza medieval, para ampliar la zona de la Cour Carrée, y para crear un enlace entre el palacio de las Tullerías y el Louvre. La unión fue terminada a través de la Grande Galerie por los arquitectos Jacques Androuet de Cerceau y Louis Métezeau.
Más de 400 metros de largo y 30 metros de ancho, este gran añadido fue construido a lo largo de la orilla del Sena. Enrique IV, un promotor de las artes, invitó a cientos de artistas y artesanos para que vivieran y trabajaran en las plantas inferiores del edificio. Esta tradición continuó durante otros doscientos años hasta que Napoleón III lo acabó.
A principios de los años 1600, Luis XIII demolió el ala septentrional del Louvre medieval y lo reemplazó con una continuación del ala Lescot. Su arquitecto, Jacques Lemercier, diseñó y completó el ala en 1639 (posteriormente conocido como el Pavillon de l'Horloge, después de que se le añadiera un reloj en el año 1857.)
El ala Richelieu también fue construida por Luis XIII, el edificio fue por vez primera abierta al público como un museo el 8 de noviembre de 1793 durante la Revolución francesa. Luis XIII (1610-1643) acabó el ala hoy llamada el ala Denon, que empezó Catalina de Médici en 1560. Hoy ha sido renovada como parte del programa de renovación «Gran Louvre».

#### El Louvre bajo elRey Sol
En 1659, Luis XIV promovió una fase de construcción bajo los arquitectos Le Vau y André Le Nôtre, y el pintor Charles Le Brun. Le Vau supervisó la decoración del Pavillon du Roi, el Grand Cabinet du Roi, una nueva galería para quedar paralela a la Petite Gallerie y una capilla. Le Nôtre rediseñó el jardín de las Tullerías en estilo francés, que habían sido creados en 1564 por Catalina de Médici en estilo italiano; y Le Brun decoró la Galerie d'Apollon. Un comité de arquitectos propusieron la Columnata de Perrault; el edificio se empezó en 1668 pero no acabó hasta el siglo XIX.
Encargado por Luis XIV, el ala oriental del arquitecto Claude Perrault (1665-1680), rematada por una balaustrada italiana inflexible junto con su distintivamente tejado plano no francés, fue un apartamiento radical de la arquitectura francesa. Su severo diseño fue elegido en lugar de un diseño  proporcionado por el gran arquitecto italiano Bernini, que había viajado a París específicamente para trabajar en el Louvre. Perrault había traducido al arquitecto romano Vitrubio al francés. Ahora las columnas pareadas rítmicamente de Perrault formaron una columnata en sombras con una entrada de arco triunfal con frontón alzada sobre una base alta, más bien defensiva, en un estilo barroco italiano que ha proporcionado modelos para grandes edificios en Europa y Estados Unidos durante siglos. El Museo Metropolitano en la ciudad de Nueva York, por ejemplo, refleja el diseño del Louvre de Perrault.

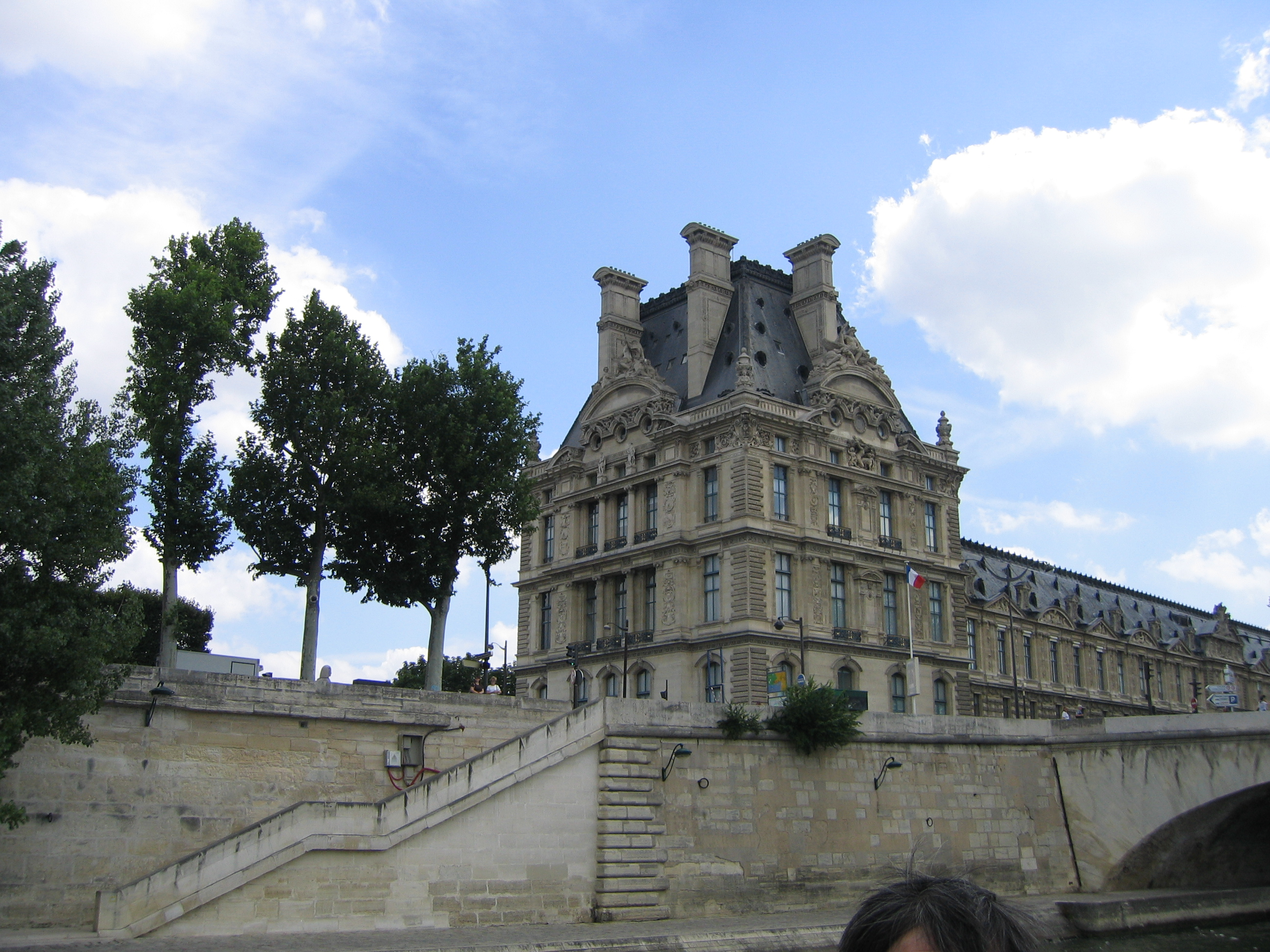
Pabellón de Flora (1855), obra de Jacques Androuet II du Cerceau, reconstruido por Hector Lefuel.

La construcción del palacio de Versalles, agilizada bajo el reinado de Luis XIV, hizo que el Louvre quedara desocupado por la familia real en 1678. El palacio del Louvre se convirtió en una galería de arte. Por ello se instalaron en él, ya en el siglo XVIII, la Academia Francesa y después las restantes academias. Allí se celebraron exposiciones anuales de la Real Academia de Pintura y Escultura.

#### Obras posteriores
Tras la Revolución francesa que implicó la abolición de la monarquía, el palacio del Louvre fue destinado (por decreto de mayo de 1791) a funciones artísticas y científicas, concentrándose en él al año siguiente las colecciones de la corona. Parte del Louvre se abrió por primera vez al público como museo el 8 de noviembre de 1793. Esta era una solución lógica, habida cuenta de que estaba ocupado por las academias y porque, ya en 1778, se había elaborado el proyecto de utilizar su Gran Galería como pinacoteca. Lo novedoso de la medida fue que se nacionalizaban bienes de propiedad real, y que el acceso era libre pues no se limitaba al público culto ni se regulaba mediante visitas concertadas, como sí ocurría en los Uffizi y en el Museo del Prado durante sus primeros años. 
En 1806 comenzó la construcción del Arco de Triunfo del Carrusel, situado entre las dos alas occidentales, encargado por el emperador Napoleón I para conmemorar sus victorias militares, diseñado por el arquitecto Charles Percier, coronado por una cuadriga esculpida por el barón François Joseph Bosio, y terminado en 1808.  
El Louvre aún tuvo más añadidos obra de Napoleón III. La nueva ala de 1852-1857, por los arquitectos Louis Visconti y Hector Lefuel, representa la versión del Segundo Imperio del neobarroco, lleno de detalles y cubierto de esculturas.  
El edificio del Louvre estuvo unido al palacio de las Tullerías (la traducción correcta es palacio de las Tejerías) formando un solo conjunto hasta 1871, cuando este último fue destruido en los hechos de la Comuna de París. El extremo occidental del patio del Louvre ha permanecido abierto desde entonces, formando el Patio de honor. Los tesoros artísticos de las Tullerías se perdieron en el incendio del palacio, cuyas ruinas fueron demolidas. El continuo embellecimiento y expansión del Louvre continuaron a lo largo de 1876.

#### El «Gran Louvre» y las Pirámides
El palacio del Louvre actual es una estructura casi rectangular, compuesta del Patio Cuadrado (la Cour Carrée) y dos alas que envuelven a la Cour Napoléon al norte y al sur. En el corazón de este complejo se encuentra la Pirámide del Louvre, sobre el centro de visitantes. El museo está dividido en tres alas: el Ala Sully al este, que contiene la Cour Carrée y las partes más antiguas del Louvre; el Ala Richelieu al norte y el Ala Denon que limita con el Sena al sur.
El enorme museo, cuyas salas y pasillos marcan un recorrido de varios kilómetros, fue sometido a una ambiciosa modernización en la década de 1980. En 1983, el presidente francés François Mitterrand propuso el plan Grand Louvre para renovar el edificio y trasladar el Ministerio de Hacienda fuera, permitiendo exposiciones por todo el edificio. Su elemento más visible fue la pirámide de cristal. Fue diseñada por el arquitecto Ieoh Ming Pei e inaugurada el 15 de octubre de 1988 para centralizar el acceso de los visitantes, que descienden por ella a un recibidor subterráneo por el que se accede a las diversas alas del museo. Controvertido al principio, se ha convertido en un monumento parisino arquitectónico. La segunda fase del plan Grand Louvre, La Pyramide Inversée (La pirámide invertida), fue terminada en 1993. En 2002, el número de visitantes se había duplicado con respecto a la época anterior.
A pesar de tal modernización, varios sectores del Louvre seguían ocupados por organismos públicos, y sólo en fecha reciente se han desalojado y adaptado como salas de exposición. En marzo de 2004 se anunció la apertura de una nueva ala dedicada al arte del Islam. Para su diseño se convocó un concurso internacional en 2005. Se inauguró en el 2008, con una inversión de 50 millones de euros.

El patio del Museo del Louvre por la noche, con la Pirámide mostrada en el centro.

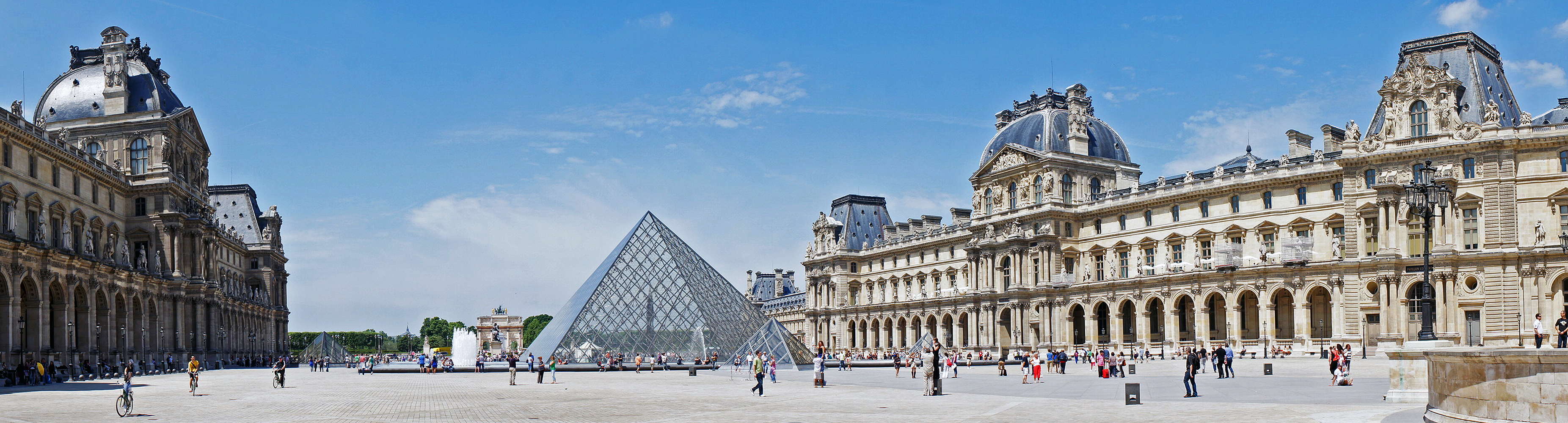
El patio Napoleón rodeado por el Museo del Louvre con las cuadro pirámides